# Dolina Jozafata

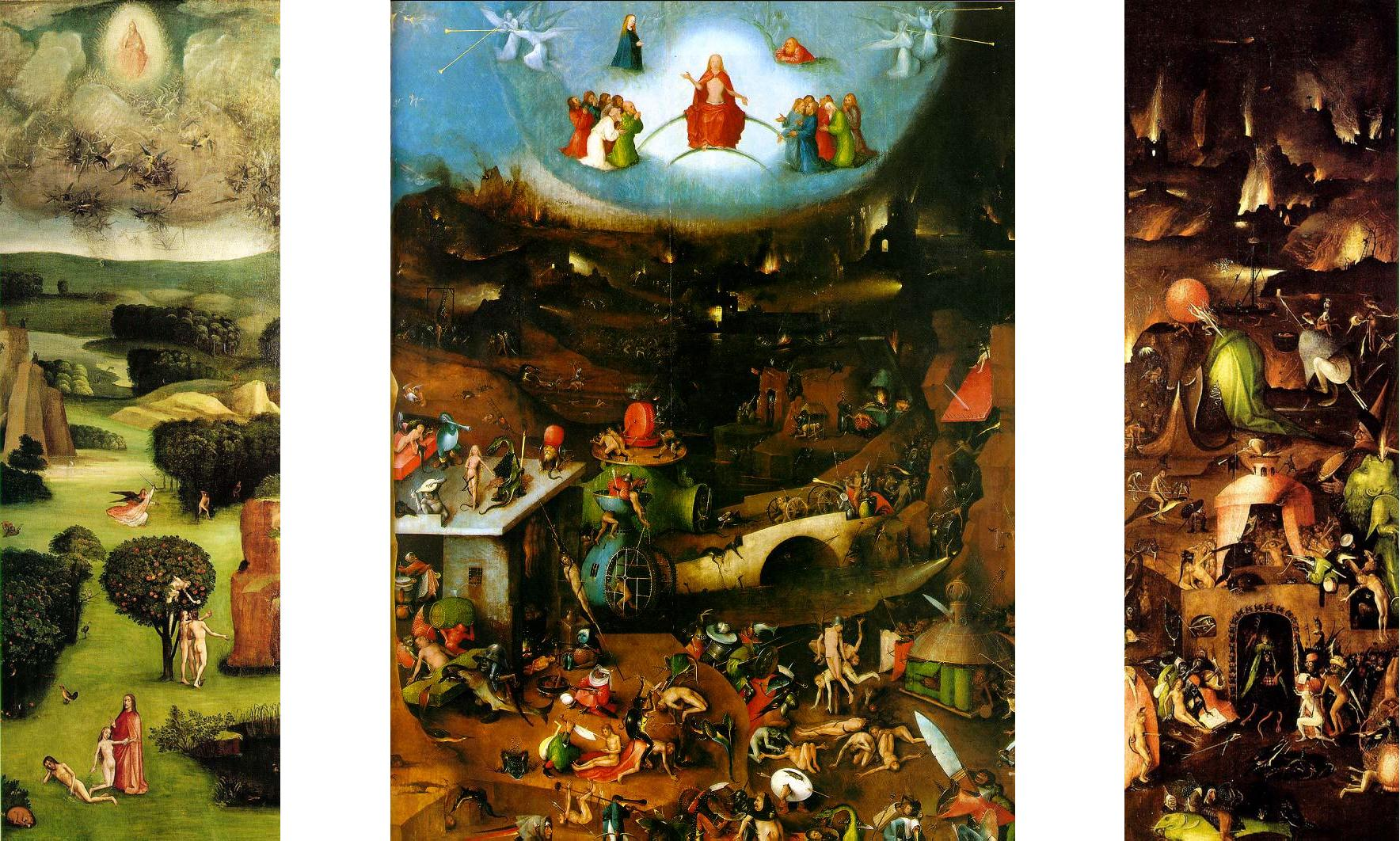
Dolina Jozafata na obrazie „Sąd Ostateczny” Hieronima Boscha

Dolina Jozafata, Dolina Joszafat, hebr. Emeq Yehoshafat; (trl.), Emek Jehoszafat (trb.); arab. Wādī SittīMaryam (trl.), Wadi Sitti Marjam (trb.); Wādī Silwān (trl.), Wadi Silwan (trb.) – według biblijnej Księgi Joela (Jl 4,2) ma być miejscem Sądu Ostatecznego. Nazwa „je(ho)szafat” (יְהוֹשָׁפָט) oznacza „Jahwe osądzi” i ma się wywodzić od imienia króla judzkiego Jozafata. Od IV wieku biblijna dolina była, bez wyraźnych podstaw, utożsamiona z położoną między Górą Oliwną a Wzgórzem Świątynnym Doliną Cedronu. Także Encyklopedia PWN zastrzega, że identyfikacja obu dolin jako tożsamych, jest bezpodstawna. Z kolei opublikowany przez Główny Urząd Geodezji i Kartografii polski „Urzędowy wykaz polskich nazw geograficznych świata” wskazuje, że Dolina Jozafata to początkowy odcinek Doliny Cedronu i podaje koordynaty: 31°46′30″N,35°14′20″E.

## Dolina Jozafata w Biblii
Dolina Jozafata jest w Biblii wzmiankowana wyłącznie w 4 rozdziale Księgi Joela:
1 I oto w owych dniach i w owym czasie,

gdy odmienię los jeńców Judy i Jeruzalem,

2 zgromadzę też wszystkie narody

i zaprowadzę je na Dolinę Joszafat,

i tam sąd nad nimi odbędę

w sprawie mojego ludu i dziedzictwa mego Izraela,

które wśród narodów rozproszyli,

a podzielili moją ziemię;

3, a o lud mój los rzucali

i chłopca wymieniali za nierządnicę,

a dziewczę sprzedawali za wino, aby pić.

[...]

11Zgromadźcie się, a przyjdźcie,

wszystkie narody z okolicy,

zbierzcie się!

Sprowadź, Panie, swych bohaterów!

12 «Niech ockną się i przybędą

narody te na Dolinie Joszafat,

bo tam zasiądę i będę sądził narody okoliczne.

13 Zapuśćcie sierp,

bo dojrzało żniwo;

pójdźcie i zstąpcie, bo pełna jest tłocznia,

przelewają się kadzie,

bo złość ich jest wielka».

14 Tłumy i tłumy w Dolinie Wyroku [znajdować się będą],

bo bliski jest dzień Pański

w Dolinie Wyroku.

15 Słońce i księżyc się zaćmią,

a gwiazdy światłość swą utracą.

16 A Pan zagrzmi z Syjonu

i z Jeruzalem głos swój tak podniesie,

że niebiosa i ziemia zadrżą.

Ale Pan jest ucieczką swego ludu

i ostoją synów Izraela.

17 «I poznacie, że Ja jestem Pan, Bóg wasz,

co mieszkam na Syjonie, górze mojej świętej;

a tak Jeruzalem będzie święte

i przez nie już obcy nie będą przechodzić».
Wzmianki o dolinie Jozafata z Księgi Joela bywają także łączone z przedstawionym w Księdze Ezechiela obrazem ożywienia przez Boga wysuszonych kości w nienazwanej „dolinie”:
1 Potem spoczęła na mnie ręka Pana, i wyprowadził mnie On w duchu na zewnątrz, i postawił mnie pośród doliny. Była ona pełna kości. 2 I polecił mi, abym przeszedł dokoła nich, i oto było ich na obszarze doliny bardzo wiele. Były one zupełnie wyschłe. 3 I rzekł do mnie: «Synu człowieczy, czy kości te powrócą znowu do życia?» Odpowiedziałem: «Panie Boże, Ty to wiesz». 4 Wtedy rzekł On do mnie: «Prorokuj nad tymi kośćmi i mów do nich: „Wyschłe kości, słuchajcie słowa Pana!” 5 Tak mówi Pan Bóg: Oto Ja wam daję ducha po to, abyście się stały żywe. 6 Chcę was otoczyć ścięgnami i sprawić, byście obrosły ciałem, i przybrać was w skórę, i dać wam ducha po to, abyście ożyły i poznały, że Ja jestem Pan». 7 I prorokowałem, jak mi było polecone, a gdym prorokował, oto powstał szum i trzask, i kości jedna po drugiej zbliżały się do siebie. 8 I patrzyłem, a oto powróciły ścięgna i wyrosło ciało, a skóra pokryła je z wierzchu, ale jeszcze nie było w nich ducha. 9 I powiedział On do mnie: «Prorokuj do ducha, prorokuj, o synu człowieczy, i mów do ducha: Tak powiada Pan Bóg: Z czterech wiatrów przybądź, duchu, i powiej po tych pobitych, aby ożyli». 10 Wtedy prorokowałem tak, jak mi nakazał, i duch wstąpił w nich, a ożyli i stanęli na nogach – wojsko bardzo, bardzo wielkie. 11 I rzekł do mnie: «Synu człowieczy, kości te to cały dom Izraela. Oto mówią oni: „Wyschły kości nasze, minęła nadzieja nasza, już po nas”. 12 Dlatego prorokuj i mów do nich: Tak mówi Pan Bóg: Oto otwieram wasze groby i wydobywam was z grobów, ludu mój, i wiodę was do kraju Izraela, 13 i poznacie, że Ja jestem Pan, gdy wasze groby otworzę i z grobów was wydobędę, ludu mój. 14 Udzielę wam mego ducha po to, byście ożyli, i powiodę was do kraju waszego, i poznacie, że Ja, Pan, to powiedziałem i wykonam».

## Próby identyfikacji geograficznej
W 333 roku nazwa została utożsamiona przez anonimowego Pielgrzyma z Bordeaux do dzielącej wzgórze świątynne w Jerozolimie od Góry Oliwnej Doliny Cedronu. Euzebiusz z Cezarei i Hieronim ze Strydonu wzmacniają ten pogląd, ale Cyryl z Aleksandrii optuje za lokalizacją w innej dolinie. Identyfikacja stosowana jest wśród Żydów, chrześcijan i muzułmanów, którzy wierzą, że odbędzie się Sąd Ostateczny. Judaistyczny midrasz „Tehillim” zaznacza jednak, że „dolina zwana Jehoshaphat nie istnieje”. Brak podstaw do identyfikowania owej doliny z Doliną Cedronu podkreślali także niektórzy komentatorzy i tłumacze, wskazując, że oznaczenie „Dolina Jehoshaphat” jest wyimaginowanym, symbolicznym miejscem. Także Encyklopedia PWN zastrzega, że identyfikacja obu dolin jako tożsamej, jest bezpodstawne. Jednak od czasów królów judzkich główną nekropolią Jerozolimy była Dolina Cedronu. Na brzegach tej doliny znajduje się wiele grobów pobożnych żydów (a także muzułmanów i chrześcijan), którzy chcą, by ich ciała były blisko w dniu, w którym Bóg pojawi się w „dolinie Jozafata”.
Jedna z interpretacji wyjaśnia wers 2 w sposób następujący: „Wyrok Jahwe” zapadnie w dolinie, w której kiedyś w obecności Jozafata, króla Judy unicestwił koalicję Moabitów, Ammonitów i Edomitów. Interpretacja określa, że doliną tą miała być dolina Tuku, nazywana êmêq Berâkâh (w BT: „dolina Beraka”), czyli „dolina błogosławieństwa”, położona koło Khirbet Berêkût (około 17,7 km od Jerozolimy). Inna interpretacja mówi, że miałoby to być nieokreślona dolina – „Dolina Wyroku”.
Jerome Murphy-O’Connor, irlandzki dominikanin, biblista, teolog katolicki, profesor Francuskiej Szkoły Biblijnej i Archeologicznej w Jerozolimie wywodził historię powstania tradycji utożsamiającej dolinę Jozafata z jerozolimską Doliną Cedronu z łączenia dwóch fragmentów Starego Testamentu: wspomnianego już tekstu z Księgi Joela z 4 wersetem 14 rozdziału Księgi Zachariasza: „W owym dniu dotknie stopami Góry Oliwnej, która jest naprzeciw Jerozolimy od strony wschodniej, a Góra Oliwna rozstąpi się w połowie od wschodu ku zachodowi i powstanie wielka dolina. Połowa góry przesunie się na północ, a połowa na południe”.

## Dolina Jozafata w kulturze
Odniesienie do biblijnej Doliny Jozafata zawarł w Boskiej komedii (Pieśń X, 10) Dante Alighieri („Na to Mistrz do mnie: „Zatrzasną się one, gdy z Jozafata dolin liczną zgrają przybędą duchy w ciała obleczone”). Zbigniew Herbert poświęcił wizji doliny Jozafata minidramat „U wrót doliny”, w którym poeta relacjonuje swą wizję przebiegu Sądu Ostatecznego. Motyw tej doliny znaleźć można w licznych figurach literackich, oraz w sztuce sakralnej i muzyce.